# Gabriela Durán Párraga
Gabriela Durán Párraga (Firavitoba, 22 de mayo de 1848-Bogotá, 19 de julio de 1927), conocida también por su nombre religioso Gabriela de San Martín, fue una religiosa católica colombiana, educadora y cofundadora de la Congregación de Hermanas Dominicas de Santa Catalina de Sena, el primer instituto religioso de vida consagrada católico de Colombia. Es considerada sierva de Dios en la Iglesia católica.

## Biografía
Gabriela nació en Firavitoba, en el departamento de Boyacá, Colombia, el 22 de mayo de 1848, siendo la séptima de ocho hermanos del matrimonio entre Gabriel Durán y Jacinta Párraga. Fue educada en casa, de donde recibió también la enseñanza de la fe cristiana. En Villa de Leyva conoció al sacerdote dominico Saturnino Gutiérrez, director espiritual de las carmelitas, quien le presentó como maestra para un colegio fundado por él recientemente. Por consejo de Gutiérrez, Durán decido con un grupo de maestras, formar la primera comunidad de la Congregación de Hermanas Dominicas de Santa Catalina de Sena. Iniciaron vida común en 1880, convirtiéndose en la primera congregación religiosa católica de Colombia. Desde entonces tomará el nombre de Gabriela de San Martín y se dedicará a la fundación de colegios y nuevas comunidades.
Gabriela de San Martín fue la primera superiora general del instituto, el cual gobernará hasta 1905. Destinada a la comunidad de Bogotá por sus superiores, muere allí el 19 de julio de 1927, a los 79 años de edad.

## Culto
El proceso informativo para la causa de beatificación y canonización de Gabriela de San Martín fue introducido en la arquidiócesis de Bogotá, por el cardenal arzobispo Pedro Rubiano Sáenz, a petición de la Congregación de Hermanas Dominicas de Santa Catalina de Sena, en 2009. El proceso diocesano fue abierto el 15 de marzo de 2010, por lo cual, en la Iglesia católica recibe el título de sierva de Dios.